# Vallsera
Vallsera era un poble, actualment despoblat, del terme comunal dels Angles, a la comarca del Capcir, de la Catalunya del Nord.
Estava situat al nord del terme dels Angles, al límit amb la comuna de Formiguera, a l'entorn del lloc on el Rec de Vallsera s'aboca en la Lladura, en els llocs ara coneguts com els Camps de Vallsera, la Iglesieta de Vallsera, el Forn de Calç i la Farga.
Del poble, desaparegut fa segles, en queden les restes de l'església de Santa Maria de Vallsera, així com un molí i farga. La resta és del tot en ruïnes, que es poden reconèixer en alguns indrets, mentre que en d'altres són del tot desaparegudes.

## Història
El Capcir conserva poques traces d'activitat humana anteriors a l'arribada dels carolingis, el 793. Amb aquesta arribada, hi fou instaurat el sistema feudal, i tota la vall de l'Aude es va integrar en el Comtat de Rasès, tot i que en aquell moment aquesta vall era pràcticament deserta o, en tot cas, només poblada de forma dispersa, a través de dominis agrícoles esparsos, característics de les zones de muntanya.
L'església de Santa Maria de Formiguera ja consta l'any 833, cosa que demostra que a mitjan segle IX va començar el poblament de la vall del Capcir, principalment a partir de l'impuls donat per l'abat de Sant Jaume de Jocou, al Rasès. Vallsera és esmentat el 1011, quan Guifré II va donar a Sant Miquel de Cuixà la vall d'Ursaria (Ossera, que amb el pas del temps esdevindria el -sera posposat al mot vall), juntament amb Esposolla i Odelló de Real, aleshores denominat Odelló de Caramat. Així, Cuixà va esdevenir amo de quasi tot el Capcir.
Amb la creació del Regne de Mallorques, el 1276, i les rivalitats tant amb el rei de França com amb el de Regne de Catalunya i Aragó, el Capcir fou escenari de nombroses confrontacions, com les del 1312, quan bandes armades procedents del nord, amb el comte d'Armanhac al davant, van fer pillatge a Vallsera, es van enduer el bestiar i van arruïnar el poble.
A partir del 1347, i al llarg de tres anys, la pesta va fer estralls al Capcir. Vallsera la patí de forma especial: tots els habitants en moriren. Poc després va ser repoblat, però no es va aixecar mai més del tot. El 1701 l'abat de Sant Miquel de Cuixà cedí el poblet als Angles a canvi de 450 escuts, i el poble va deixar de ser independent. La població anà declinant, fins a l'extinció definitiva durant el segle xviii.